# امامزاده شاه زید
امامزاده شاه زید مربوط به اوایل دوره صفوی است و در اصفهان، خیابان بزرگمهر، خیابان شاه زید واقع شده و این اثر در تاریخ ۲۹ آذر ۱۳۱۶ با شمارهٔ ثبت ۲۹۴ به‌عنوان یکی از آثار ملی ایران به ثبت رسیده‌است.
بقعه امامزاده شاهزید را می‌توان از جمله بقعه‌های مذهبی و تاریخی اصفهان دانست که به سبب داشتن معماری و نقاشی‌های دیواری‌اش، آن را می‌توان از بقاع متبرکه منحصر به‌فرد اصفهان دانست.
دور تا دور دیوارهای داخل مقبره این امامزاده مزین به نقاشی صحنه‌های مختلف از وقایع روز عاشورا و حوادث بعدی مرتبط با آن است. این دیوارنگاره‌ها در نیمه اول سده چهاردهم هجری قمری اجرا شده و گفته می‌شود که نقاشی‌های آن اثر سید عباس آقامیری، نقاش مشهور دوره چهاردهم است.
قدمت ساختمان فعلی بقعه از دوره صفویه است. سنگ‌نوشته‌ای که در بالای سکوی سمت راست بقعه وجود داشته، بیانگر تعمیر و بازسازی بنا در سال ۱۰۹۷ در دوره شاه سلیمان صفوی است. یکی از ویژگی منحصر به‌فرد این بقعه، که آن را به زیارتگاهی شاخص در میان زیارتگاه‌های شهر اصفهان تبدیل می‌کند، همین نقاشی‌های دیواری است و از نکات مهم این نقاشی‌ها این است که مجالس مختلف این نقاشی دیواری که روایت دایره واری نیز دارد از یکدیگر تفکیک نشده‌اند.

## از صفوی تا معاصر
ضمنا این آرامگاه، منسوب به یکی از نوادگان امام چهارم شیعیان می باشد که در سال 447 هجری‌قمری شهید شده اند و با نام ابویعلی زید بن ابوالقاسم علی بن ابوالحسن محمد بن ابومحمد یحیی شیخ العترة بن ابی‌الحسین محمد بن ابوجعفر احمد بن محمد الاکبر زُبارة بن ابی‌عبدالله المفقود بن ابی‌الحسن المکفوف بن حسن الافطس بن علی اصغر بن امام زین‌العابدین، بر سردر آرامگاه زیارت نامه‌ای دارا می باشد.
ضمن اینکه در سال 994 هجری قمری و دراوایل دوره صفوی و در دوران شاه محمد خدابنده، پدر شاه عباس اول صفوی این بنای آرامگاهی احداث و ساخته شده است.
اما ضمن اینکه در دوره شاه سلیمان صفوی، در سال 1097 نیز مرمت شده و تزئینات کاشی‌کاری گنبد از آن دوره می باشد. با وجود این، بنابر ماده تاریخی که در مصرع آخر اشعاری که به‌خط نستعلیق برجسته، برلوح سنگی سیاه رنگ در ایوان سمت راست آرامگاه شاه‌زید نوشته شده و به اقدامات و خدمات خادم آستانه شاه‌زید محمدرضا اشاره می‌كند، سال ساخت 1083 می باشد.
ضمنا  در هر صورت، ارتفاع گنبد کاشی‌کاری‌شده از کف دوازده متر می باشد. تزئینات آجری با کاشی فیروزه‌ای و سیاه رنگ در ترکیب با رنگ آجر، نمودار نقش مایه‌های هندسی ایرانی‌اسلامی است. بر گلوگاه گنبد، آیات قرآن به خط بنایی نگاشته گردیده است.
لازم به ذکر می باشد که این تزئینات قرآنی به تاریخ 1314 و 1315 مزین شده‌است. کتیبه‌ای که به مرمت‌های دوره شاه سلیمان صفوی اشاره می‌کند، به خط محسن امامی نگاشته شده است.
لازم به توضیح است که در سرتاسر دیوارها از نقاشی‌های دیواری به سبک قهوه‌خانه‌ای که به‌طور حتم در دوره قاجاریه ترسیم شده است، به وفور یافت می شود. تصاویری مشتمل از صحنه‌های جنگ عاشورا و حوادث قبل و پس از آن واقعه کبیر را دارا می باشد.